# Phacidium pusillum
Phacidium pusillum är en svampart som beskrevs av Lib. 1834. Phacidium pusillum ingår i släktet Phacidium och familjen Phacidiaceae.   Inga underarter finns listade i Catalogue of Life.